# Bacàn
Bacàn ist eine kleine, unbewohnte Insel in der Lagune von Venedig, die erst seit etwa 2020 stabil ist, während sie in den Jahren davor eine bloße Sandbank war. Die Fläche der Insel, die zwischen Sant’Erasmo und Punta Sabbioni liegt, unweit der nördlichsten Durchfahrt von der Lagune in die Adria, schwankte zunächst sehr stark, zeitweise wurde sie von Wasser gänzlich überspült. Ihre Länge beträgt etwa 260 m, ihre Breite deutlich über 10 m; das Ufer der Sandbank hat sich inzwischen stabilisiert. Es wuchsen bald Tamarisken und Queller, die die Insel weiter stabilisierten.
Schon seit Jahrzehnten ist die Sandbank/Insel ein Refugium für zahlreiche Brut- und Zugvögel, zumal die Insel vom Tourismus kaum berührt ist. Seit sich die Insel stabilisiert hat, nimmt allerdings die Zahl der Bootsanlandungen zu, wenn es sich auch in der Hauptsache um Einheimische handelt.
Nordöstlich der Insel fand sich eine Reihe von Überresten aus römischer Zeit in einer der heute von Booten befahrenen Rinnen. So ließ sich in mehreren Metern Tiefe der Verlauf einer Straße nachweisen, ebenso fanden sich Hinweise auf Fernhandel sowie Hafenanlagen oder zumindest Anlegestellen für Boote und Schiffe. Die Straße dürfte Teil des römischen Straßennetzes gewesen sein. Zu dieser Zeit befand sich der Ostrand der Lagune von Venedig noch im Bereich des heutigen Canale di Treporti.

## Nutzung, Ursachen für die Entstehung
Das Eiland mit seinem Strand wird häufig von Booten der Venezianer angesteuert. Dass die Entstehung der neuen Insel mit dem Schutzprojekt M.O.S.E. in Zusammenhang steht, ist zwar naheliegend, aber noch nicht nachgewiesen. Wahrscheinlich besteht ein Zusammenhang mit dem Schutzwerk und der Veränderung der Strömungsverhältnisse, zu der auch die künstliche Insel vor dem Porto del Lido, der Durchfahrt zum Meer, nämlich die Isola artificiale del Baccan, beiträgt.

## Ökosystem
Die Nutzung der nunmehrigen Insel, besonders aber der Bau der Hochwasserschutzbauwerke, haben erheblichen Einfluss auf das Ökosystem. Die Insel, besonders aber in den Jahrzehnten zuvor die Sandbank, stellen ein Refugium für Seevögel dar, was wiederum durch den Bewuchs erst ermöglicht wird. 2005 heißt es in einer Untersuchung, die seinerzeitige Sandbank sei ein Refugium für Portulak-Keilmelde, Gewöhnlichen Strandflieder und Arthrocnemum fruticosum, die der Gattung Arthrocnemum aus der Familie der Fuchsschwanzgewächse angehört. Hinzu kamen Tamariskenbüsche, so etwa die Französische Tamariske. Bereits 1992 war konstatiert worden, dass dort Seeregenpfeifer, Rauchschwalbe, Bachstelze (hier Ballerina bianca genannt) sowie Zwergseeschwalbe brüten, letztere besonders häufig (zwischen Juli und September wurden 5000 bis 7000 Exemplare gezählt). 1996 wurde zum ersten Mal ein brütendes Austernfischerpaar gesichtet, davor erschien die Art seit 1986 auf dem Durchzug. 2002 wurden 10 bis 15 Paare Rotschenkel gezählt, die zwischen der Insel und dem Ostrand von Sant’Erasmo brüteten, ebenso wie 25 bis 30 Paare Stelzenläufer. An Zugvögeln erscheinen mitunter hier seltene Exemplare, wie im Jahr 2000 drei Rosaflamingos. Regelmäßig tauchen hingegen Regenbrachvogel, Seeregenpfeifer und Sandregenpfeifer auf. Vor der Insel erscheinen vielfach Taucher, wie der Pracht- oder der Sterntaucher auf, seltener ist der Rothalstaucher. Zum ersten Mal überhaupt im venezianischen Gebiet tauchte 2002 eine Krähenscharbe auf. Es erscheinen aber auch Schellenten, Mittelsäger, Eider- und Eisen- sowie Samt- und Trauerente. Im Schnitt überwinterten zwischen 1993 und 2000 mehr als 7000 Seevögel, von denen etwa 92 % allein die Alpenstrandläufer stellten.

## Archäologische Untersuchungen: Römerstraße, Hafen
Nordöstlich der Insel wurden im Treporti-Kanal bei Untersuchungen in den Jahren 1985 und 2020 Überreste einer römischen Straße belegt. Nachweisen ließ sich zudem, dass zu dieser Zeit der Kanal den Küstensaum zur Adria darstellte, über den eine Straße geführt wurde. Zudem fanden sich drei Amphoren, was auf einen Handelsweg hinweisen könnte, ebenso wie die als basoli bezeichneten Decksteine der Römerstraße. Die Verlagerung des spätantik-frühmittelalterlichen Küstensaums ostwärts gilt allerdings nicht für die südliche und mittlere Lagune, sondern nur für die nördliche. Der südlichere Küstenverlauf blieb vergleichsweise stabil. Das Absinken des Wasserspiegels beendete eine Phase der Stabilität um 100 v. bis 200 n. Chr. Einige Zeit davor und danach verband die Straße von Süden über Chioggia kommend den Westrand der Adria mit Aquileia im Norden und Altinum am Westrand der heutigen Lagune.
Nach dieser Zeit wich die Küste zunächst bis an den Ostrand von Sant’Erasmo westwärts zurück. Die heutige Situation entstand erst durch die Verlegung des Piave nordwärts, womit der Fluss nicht mehr in die Lagune mündete. Dies geschah zwischen 1882 und 1910, als zudem ein neuer Ausgang zur Adria geschaffen wurde. Erst jetzt entstand ein neuer, langer Strandrücken um Treporti-Punta Sabbioni, also weiter ostwärts. Durch die Wassermassen aus der Adria, die den Treporti-Kanal erheblich vertieften, gelangte viel mehr Salzwasser in diesen Teil der Lagune, die Römerstraßen und -gebäude wurden verschüttet, partiell aber auch durch den enormen Wasserdruck wieder freigespült. Während also hier das Land absank, der Kanal tiefer wurde, wurde die Kernstadt gehoben, ein Effekt, der allerdings heute durch den Anstieg des Meeresspiegels überkompensiert wird. M.O.S.E. könnte einen Teil dieser Effekte erneut aufheben, so dass die Entstehung von Bacàn ein Anzeichen für einen Wiederanstieg durch wieder mögliche Sedimentierung sein könnte. Am Südende der Straße befand sich allem Anschein nach ein Hafen, jedenfalls ließen sich entsprechende Baulichkeiten nachweisen, die allerdings mehrere Meter unterhalb des Niveaus der Straße lagen.